# Assia Noris
Assia Noris (pseudonimo di Anastasia von Hertzfeld, in russo Анастасия Николаевна Герцфельд?, Anastasija Nikolaevna Gercfel'd; Pietroburgo, 26 febbraio 1912 – Sanremo, 27 gennaio 1998) è stata un'attrice russa naturalizzata italiana.

## Biografia
Assia nacque a San Pietroburgo, allora capitale dell'Impero russo, nel 1912: il padre era un ufficiale tedesco, la madre era di nazionalità ucraina. In seguito alla Rivoluzione russa, lei fuggì in Francia, trasferendosi poi in Italia nel 1929.

### Il successo

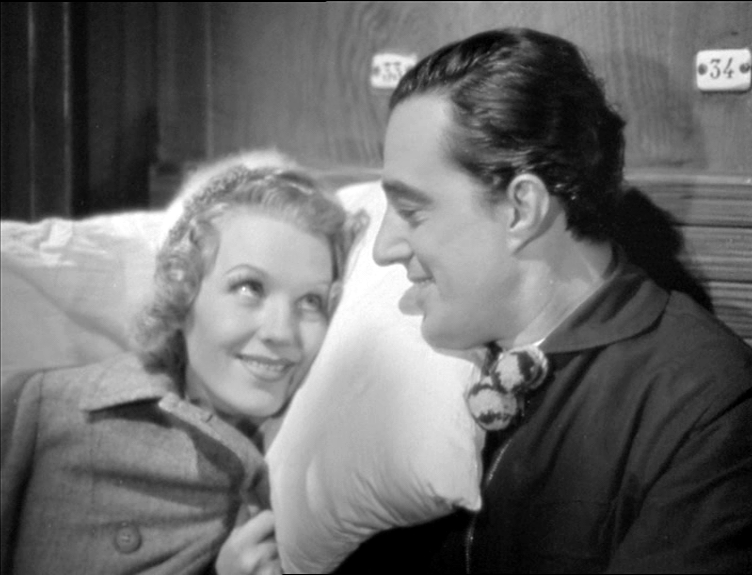
Assia Noris con Vittorio De Sica nel 1939 nel film I grandi magazzini

Il suo esordio cinematografico avvenne nel 1932 in Trois hommes en habit di Mario Bonnard (che l'anno dopo ne girerà una nuova versione per il mercato italiano, Tre uomini in frac, interpretata anche questa dalla Noris), ma la sua fama è legata principalmente ai film diretti da Mario Camerini (con il quale fu sposata dal 1940 al 1943) e recitati in coppia con Vittorio De Sica.
La sua capacità di interpretare alla perfezione il personaggio della ragazza onesta fu uno degli elementi del successo di pellicole come Il signor Max (1937) e I grandi magazzini (1939): Assia Noris conquistò il pubblico con la sua bellezza e il suo stile di recitazione fine ed elegante, ingenuo e malizioso al tempo stesso, diventando una delle grandi dive del cinema italiano degli anni trenta e quaranta.
Incarnò, agli occhi di una generazione di italiani, l'ideale di donna con la D maiuscola, descritta nelle canzoni dell'epoca e nelle pellicole del filone dei telefoni bianchi, di cui fu forse l'attrice più rappresentativa, ossia l'eroina virtuosa ed angelica di un mondo rassicurante e romantico, privo di nubi e drammi.
Il suo successo continuò con la commedia Dora Nelson (1939) diretta da Mario Soldati, ed in seguito grazie a film come Una romantica avventura (1940), Una storia d'amore (1942), entrambi diretti dal marito, Un colpo di pistola (1942) di Renato Castellani e Una piccola moglie (1943) di Giorgio Bianchi, provò la sua capacità di affrontare anche ruoli drammatici, ma, terminata la seconda guerra mondiale, caduto il regime fascista e divorziatasi da Camerini, la sua stella tramontò molto rapidamente. Dopo il legame con il regista romano seguirono le relazioni con Jacob Pelster, Tony Habib e Roberto Rossellini.
Tra gli episodi più emblematici nel periodo del suo massimo successo, si può annoverare l'incontro con Adolf Hitler, descritto da Assia Noris come un pupazzo di neve, con il naso, i baffi e gli occhi finti, che tra una spruzzata e un'altra di saliva in faccia, le chiese di recitare per conto della UFA (la più importante casa cinematografica tedesca del tempo), ricevendo però un'imbarazzata risposta negativa. Tra i suoi comportamenti, che destarono stupore fra gli italiani, si ricorda l'apparizione, provocante e inusuale a quei tempi, in un costume a due pezzi, mentre alcuni suoi atteggiamenti, ritenuti poco in linea con l'"etica di regime", le costarono non solo continui rimproveri da parte del ministero della cultura popolare e del ministro Gaetano Polverelli, ma anche la deportazione in Germania. [Non risulta da alcuna documentazione che l'attrice abbia avuto difficoltà col regime fascista, né tantomeno che sia stata deportata in Germania].

### Il dopoguerra e gli ultimi anni
Nel dopoguerra Assia Noris tentò la via del teatro e recitò anche in alcuni film all'estero con risultati  deludenti. Dopo circa quindici anni di assenza, nel 1965 tornò a sorpresa da protagonista nel film La Celestina P... R... di Carlo Lizzani ma non riuscì a recuperare il successo perduto e abbandonò il mondo dello spettacolo.
Morì nel 1998 a Sanremo, dove viveva da decenni, dopo un ricovero a causa di un malore: fu sepolta nel cimitero di Valle Armea.

## Curiosità
- Assia Noris viene citata nella scena del rosario con Totò ed Erminio Macario del film Il monaco di Monza (1963), in cui i personaggi, che si fingono monaci, citano vari attori e attrici famosi, per far credere di parlare latino[7].

## Filmografia

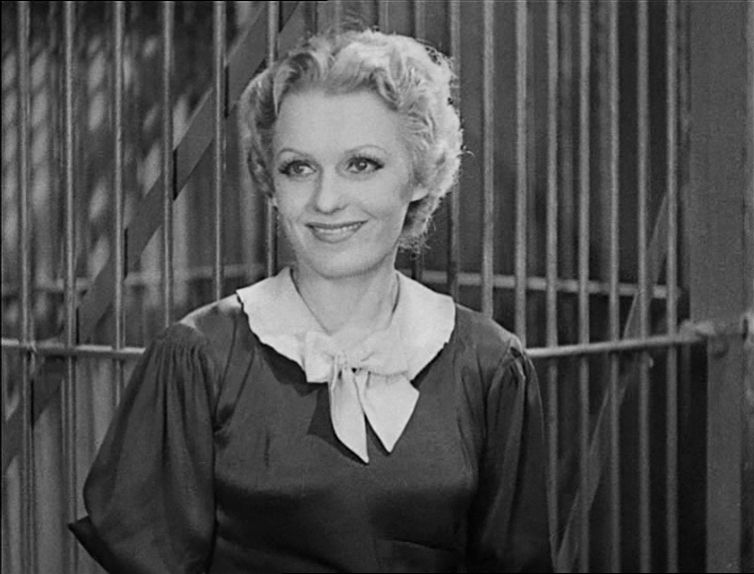
Assia Noris in Darò un milione (1935)

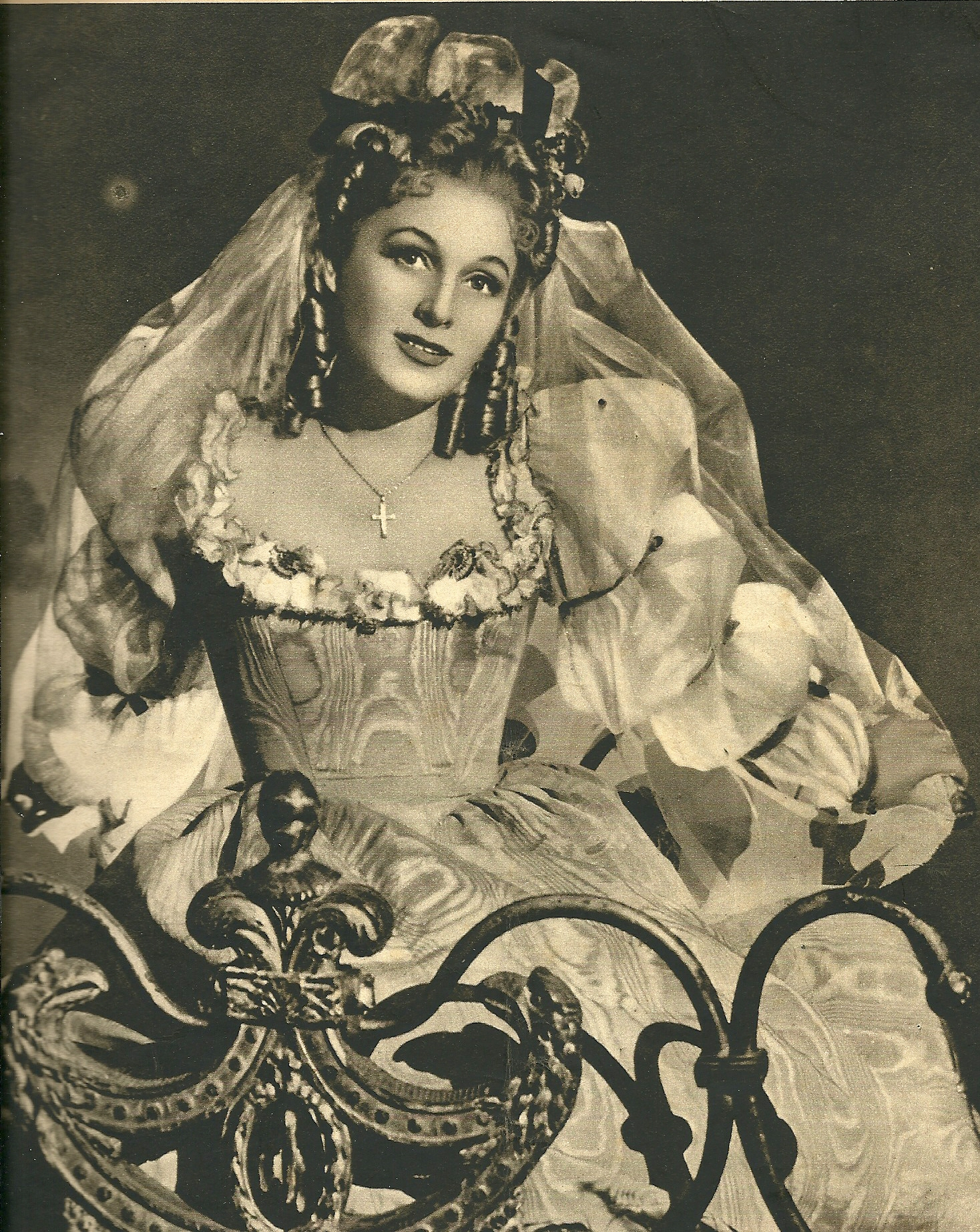
La Noris in La maschera sul cuore (1942)

- Trois hommes en habit, regia di Mario Bonnard (1932)
- Tre uomini in frac,  regia di Mario Bonnard (1933)
- La signorina dell'autobus, regia di Nunzio Malasomma (1933)
- Ève cherche un père, regia di Mario Bonnard (1933)
- Giallo, regia di Mario Camerini (1933)
- La marche nuptiale, regia di Mario Bonnard (1934)
- La marcia nuziale, regia di Mario Bonnard (1934)
- Quei due, regia di Gennaro Righelli (1935)
- Darò un milione, regia di Mario Camerini (1935)
- L'uomo che sorride, regia di Mario Mattoli (1936)
- Ma non è una cosa seria, regia di Mario Camerini (1936)
- Mayerling, regia di Anatole Litvak (1936)
- Una donna tra due mondi, regia di Goffredo Alessandrini (1936)
- Il signor Max, regia di Mario Camerini (1937)
- Nina, non far la stupida, regia di Nunzio Malasomma (1937)
- Maman Colibri, regia di Jean Dréville (1937)
- Allegri masnadieri, regia di Marco Elter (1937)
- Voglio vivere con Letizia, regia di Camillo Mastrocinque (1938)
- La casa del peccato, regia di Max Neufeld (1938)
- Batticuore, regia di Mario Camerini (1939)
- I grandi magazzini, regia di Mario Camerini (1939)
- Dora Nelson, regia di Mario Soldati (1939)
- Centomila dollari regia di Mario Camerini (1940)
- Una romantica avventura, regia di Mario Camerini (1940)
- Con le donne non si scherza, regia di Giorgio Simonelli (1941)
- Luna di miele, regia di Giacomo Gentilomo (1941)
- Margherita fra i tre, regia di Ivo Perilli (1942)
- Un colpo di pistola, regia di Renato Castellani (1942)
- Una storia d'amore, regia di Mario Camerini (1942)
- La maschera sul cuore (Le Capitaine Fracasse), regia di Abel Gance (1942)
- Il viaggiatore d'Ognissanti (Le Voyageur de la Toussaint), regia di Louis Daquin (1943)
- Una piccola moglie, regia di Giorgio Bianchi (1943)
- Non rubare, episodio de I dieci comandamenti, regia di Giorgio Walter Chili (1945)
- Che distinta famiglia!, regia di Mario Bonnard (1945)
- La peccatrice bianca (Amina), regia di Goffredo Alessandrini (1950)
- La Celestina P... R..., regia di Carlo Lizzani (1965)

### Doppiatrici
- Lydia Simoneschi in Margherita fra i tre
- Nella Maria Bonora in La peccatrice bianca